# Važskij
Važskij (in russo Важский) è un insediamento rurale (посёлок) russo del vinogradovskij rajon, nell'oblast' di Arcangelo. È centro amministrativo di uno degli otto comuni rurali del distretto.